# Bahnhof Shintoku
Der Bahnhof Shintoku (jap. 新得駅, Shintoku-eki) ist ein Bahnhof auf der japanischen Insel Hokkaidō. Er befindet sich in der Unterpräfektur Tokachi auf dem Gebiet der Gemeinde Shintoku.

## Verbindungen
Shintoku ist ein Durchgangsbahnhof und ehemaliger Trennungsbahnhof an der Nemuro-Hauptlinie, die von Takikawa über Obihiro und Kushiro nach Nemuro führt (der mittlere Abschnitt zwischen Furano und Shintoku wurde 2024 stillgelegt). Der Bahnhof ist auch Ausgangspunkt der Sekishō-Linie über Shin-Yūbari nach Minami-Chitose. Beide Linien werden von der Gesellschaft JR Hokkaido betrieben.
Der Fernverkehr ist gut ausgebaut, alle Züge halten hier. Sechsmal täglich verkehren die Schnellzüge Super Ōzora von Sapporo nach Kushiro und zurück, die Super Tokachi fünfmal täglich von Sapporo nach Obihiro und zurück. Im Regionalverkehr ist Shintoku Endstation sämtlicher Züge. Auf der Nemuro-Hauptlinie fahren Regionalzüge ungefähr alle ein bis zwei Stunden nach Kushiro. Hingegen wird auf der Sekishō-Linie kein Regionalverkehr angeboten.
Vom Bahnhofsvorplatz aus fahren mehrere Buslinien der Gesellschaft Hokkaidō Takushoku Bus und der städtischen Busbetriebe Shintoku.

## Anlage
Der Bahnhof ist von Norden nach Süden ausgerichtet und besitzt sieben Gleise, von denen drei dem Personenverkehr dienen. Sie liegen am Hausbahnsteig und an einem überdachten Mittelbahnsteig. Letzterer ist durch eine gedeckte Überführung mit dem Empfangsgebäude an der Ostseite der Anlage verbunden. Im Bahnhof ist auch eine Autovermietung der Kette Eki-rent-a-car (駅レンタカー, Eki-rentakā) domiziliert.
Westlich von Shintoku teilten sich die Nemuro-Hauptlinie und die Sekishō-Linie auf über 24 km Länge dieselbe Trasse; sie trennten sich an der Verzweigung Kami-Ochiai im Shinkarikachi-Tunnel. Ochiai, der nächste Bahnhof der Nemuro-Hauptlinie in westlicher Richtung, ist über 28 km entfernt, Tomamu an der Sekishō-Linie mehr als 33 km.
1995 war der Bahnhof Shintoku Schauplatz eines Fortsetzungsfilms des Doramas Kita no kunikara (北の国から) von Fuji Television.

## Bilder

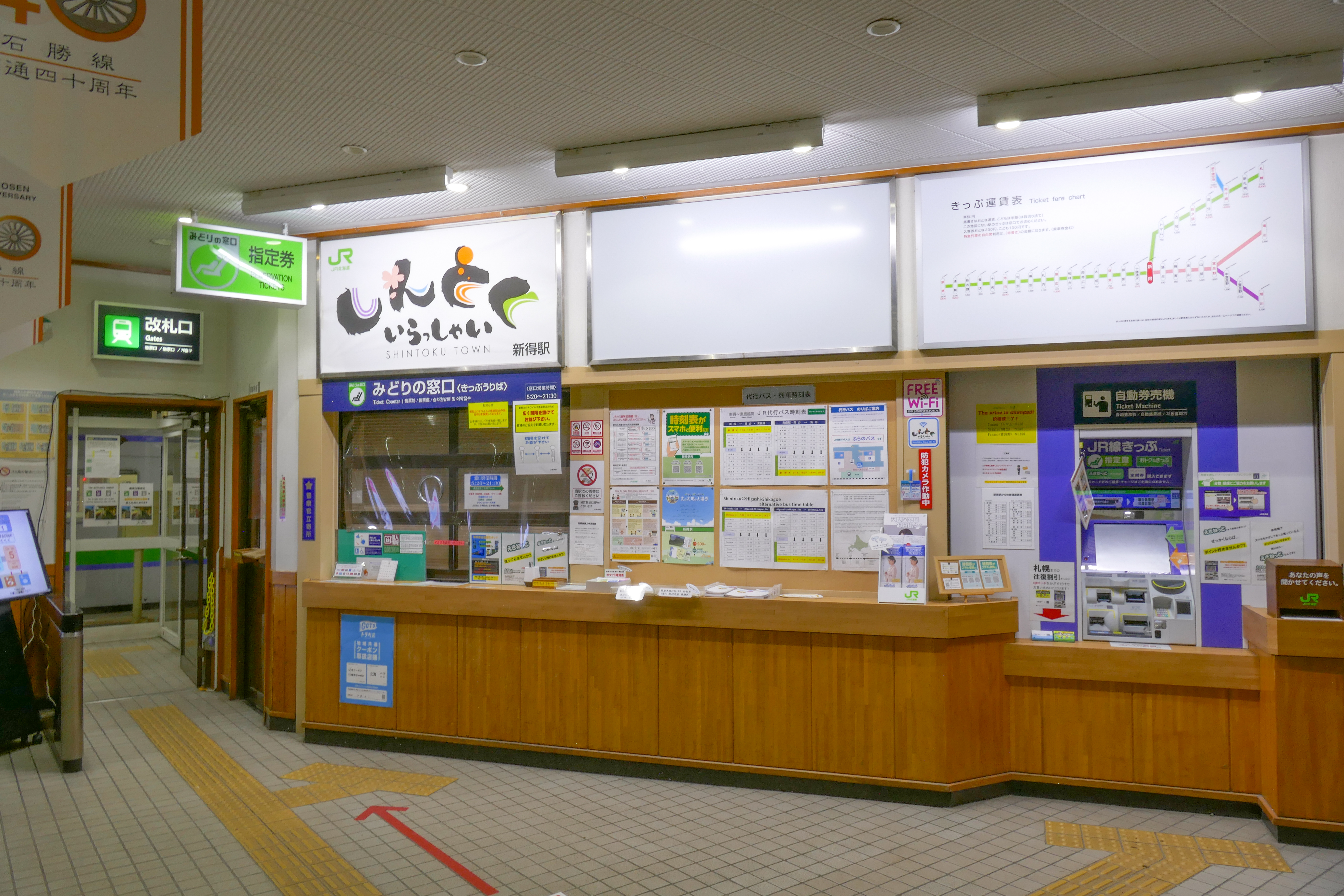
Verkaufsschalter
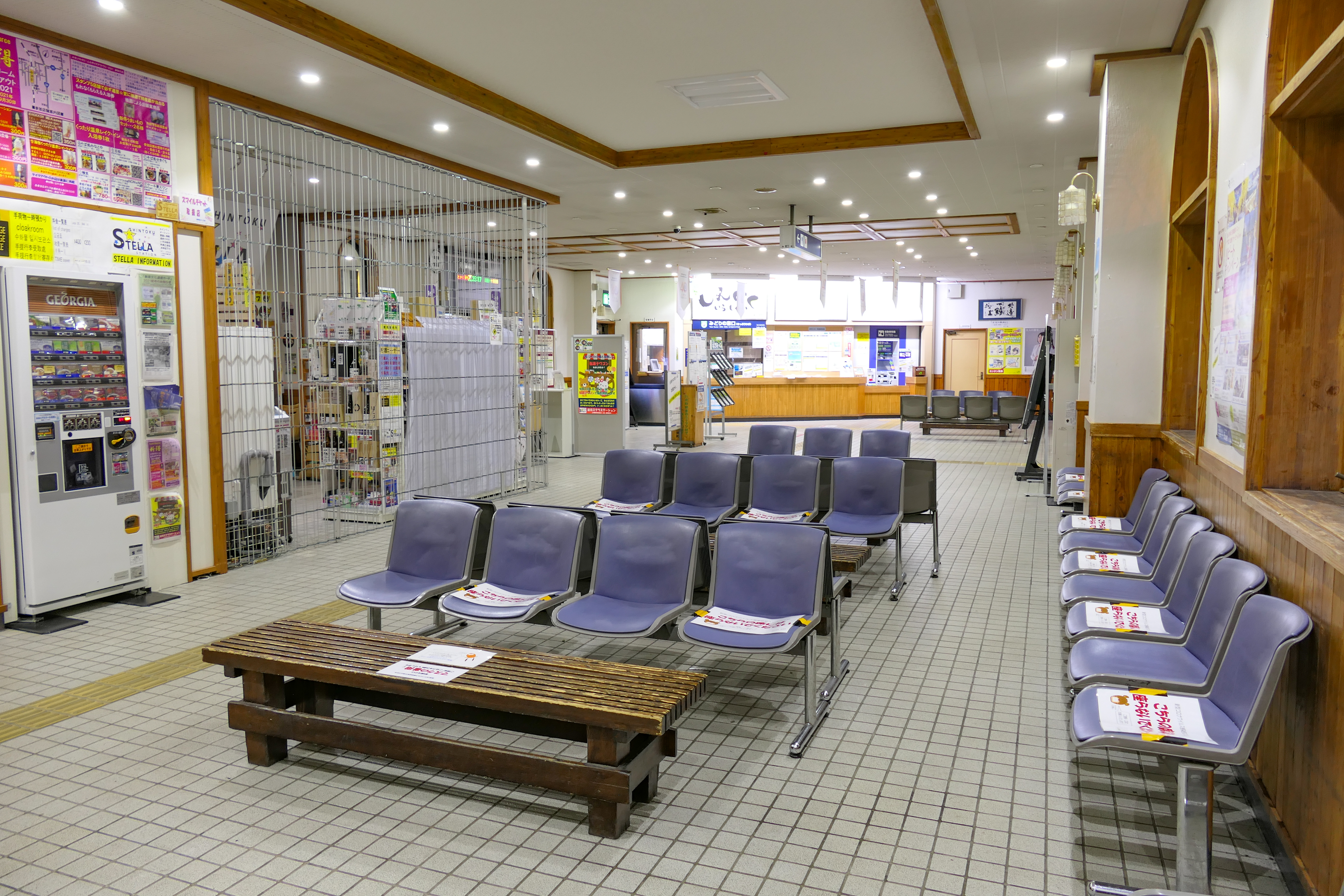
Warteraum
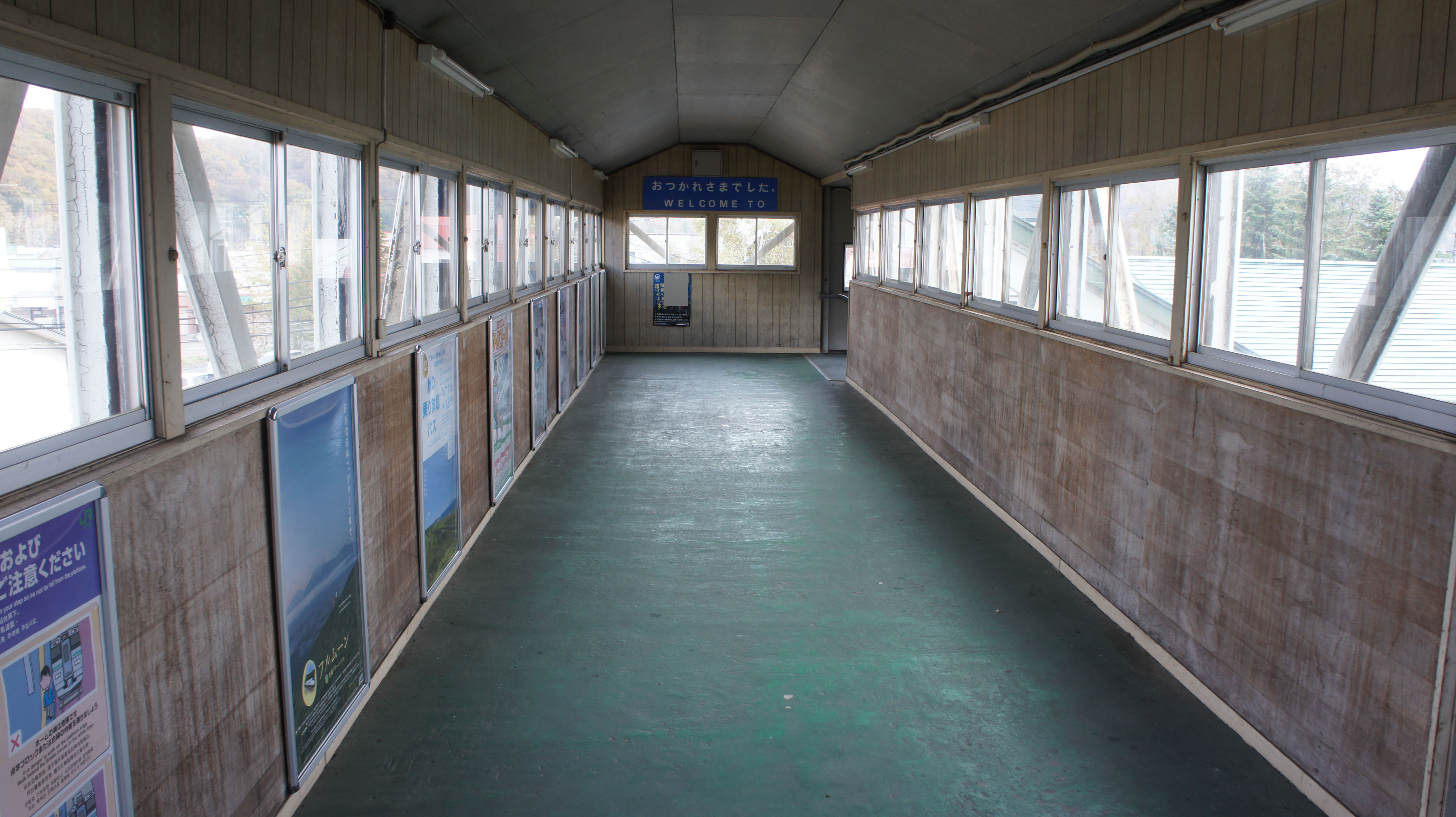
Überführung
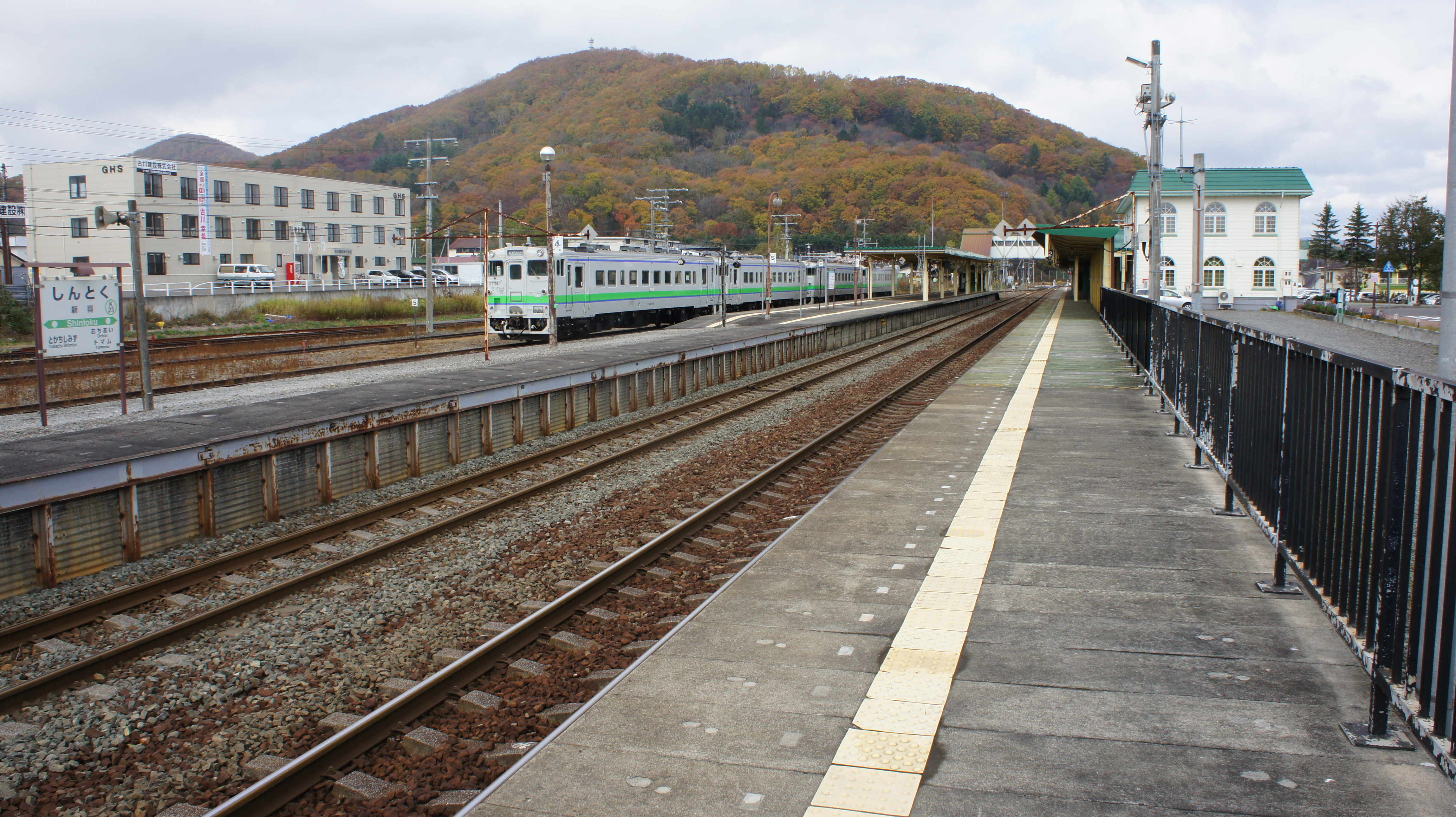
Gleisanlage
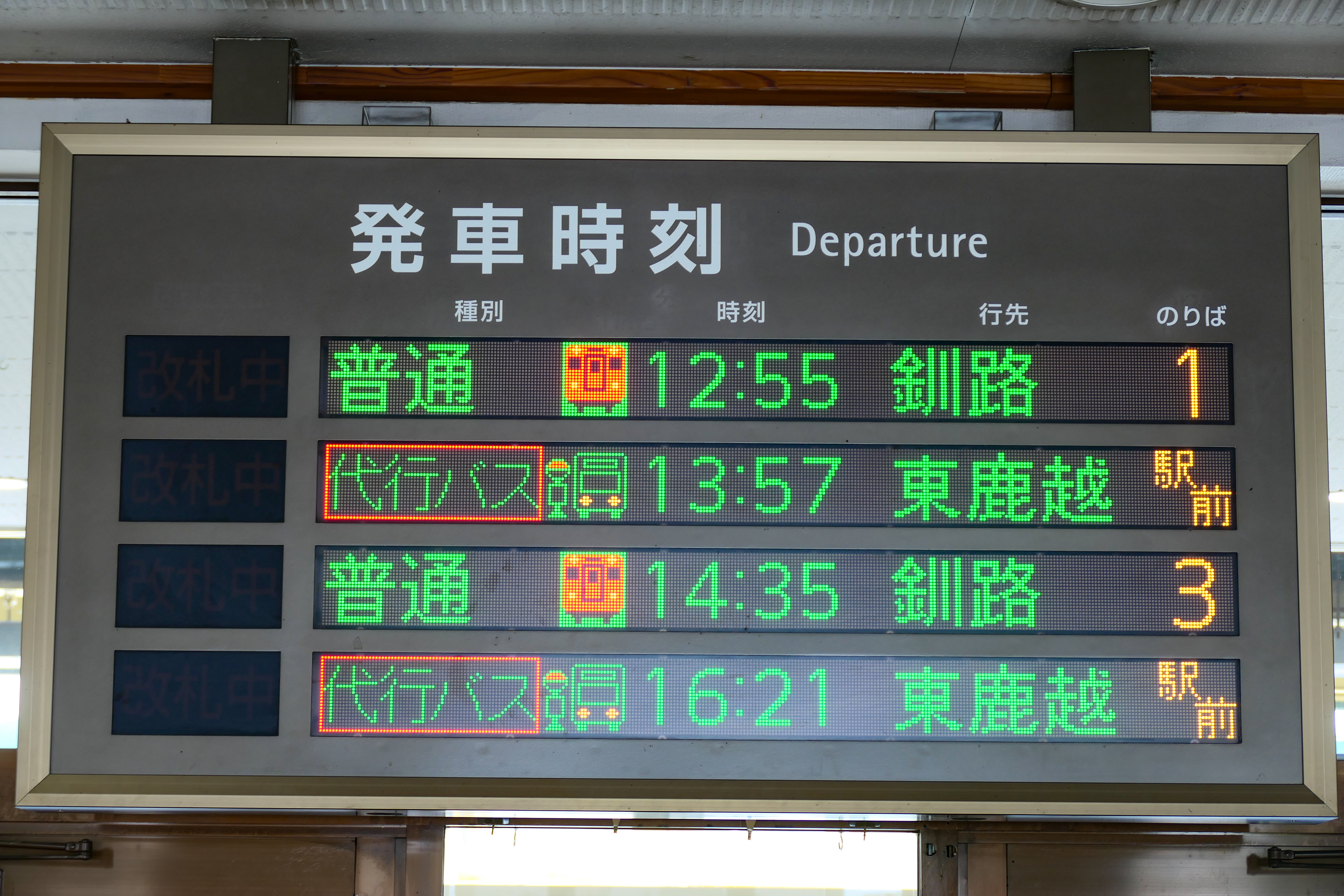
Dreifarbige LED-Informationstafel für Abfahrt und Ankunft am JR-Bahnhof Hokkaido Shintoku

## Linien
| Verlauf der Nemuro-Hauptlinie |
| --- |
| Westlicher Abschnitt: Takikawa • Higashi-Takikawa • Akabira • Moshiri • Hiragishi • Ashibetsu • Kami-Ashibetsu • Nokanan • Furano Östlicher Abschnitt: Shintoku • Tokachi-Shimizu • Mikage • Memuro • Taisei • Nishi-Obihiro • Hakurindai • Obihiro • Satsunai • Makubetsu • Toshibetsu • Ikeda • Tōfutsu • Toyokoro • Shin-Yoshino • Urahoro • Atsunai • Ombetsu • Shiranuka • Nishi-Shoro • Shoro • Otanoshike • Shin-Otanoshike • Shin-Fuji • Kushiro • Higashi-Kushiro • Musa • Beppo • Kami-Oboro • Oboro • Monshizu • Akkeshi • Chanai • Hamanaka • Anebetsu • Attoko • Bettoga • Ochiishi • Konbumori • Nishi-Wada • Higashi-Nemuro • Nemuro |

| Verlauf der Sekishō-Linie                                                                                                |
| --- |
| Minami-Chitose • Oiwake • Higashi-Oiwake • Kawabata • Takinoue • Tomisato • Shin-Yūbari • Shimukappu • Tomamu • Shintoku |

## Geschichte

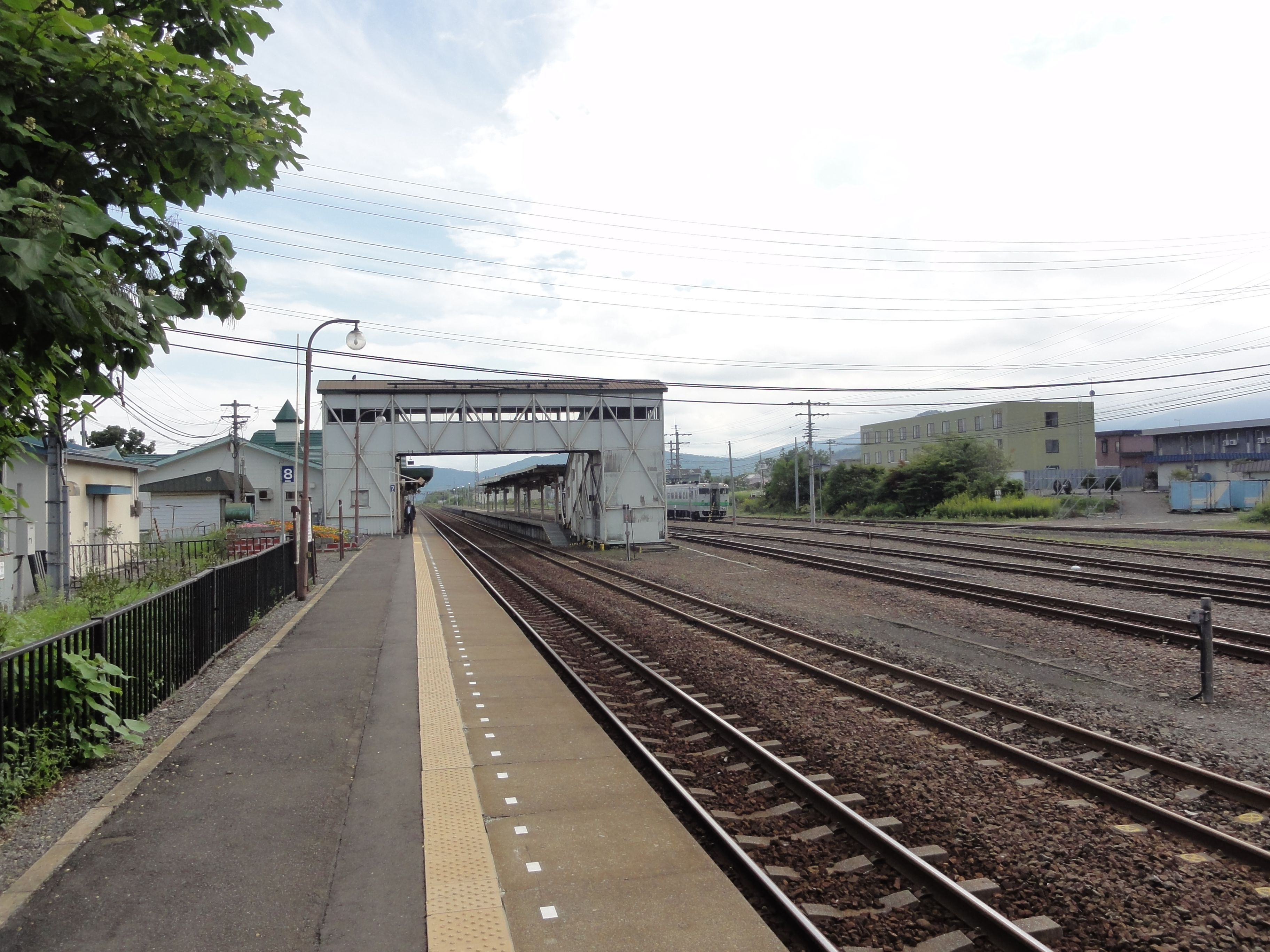
Blick auf die Gleisanlage

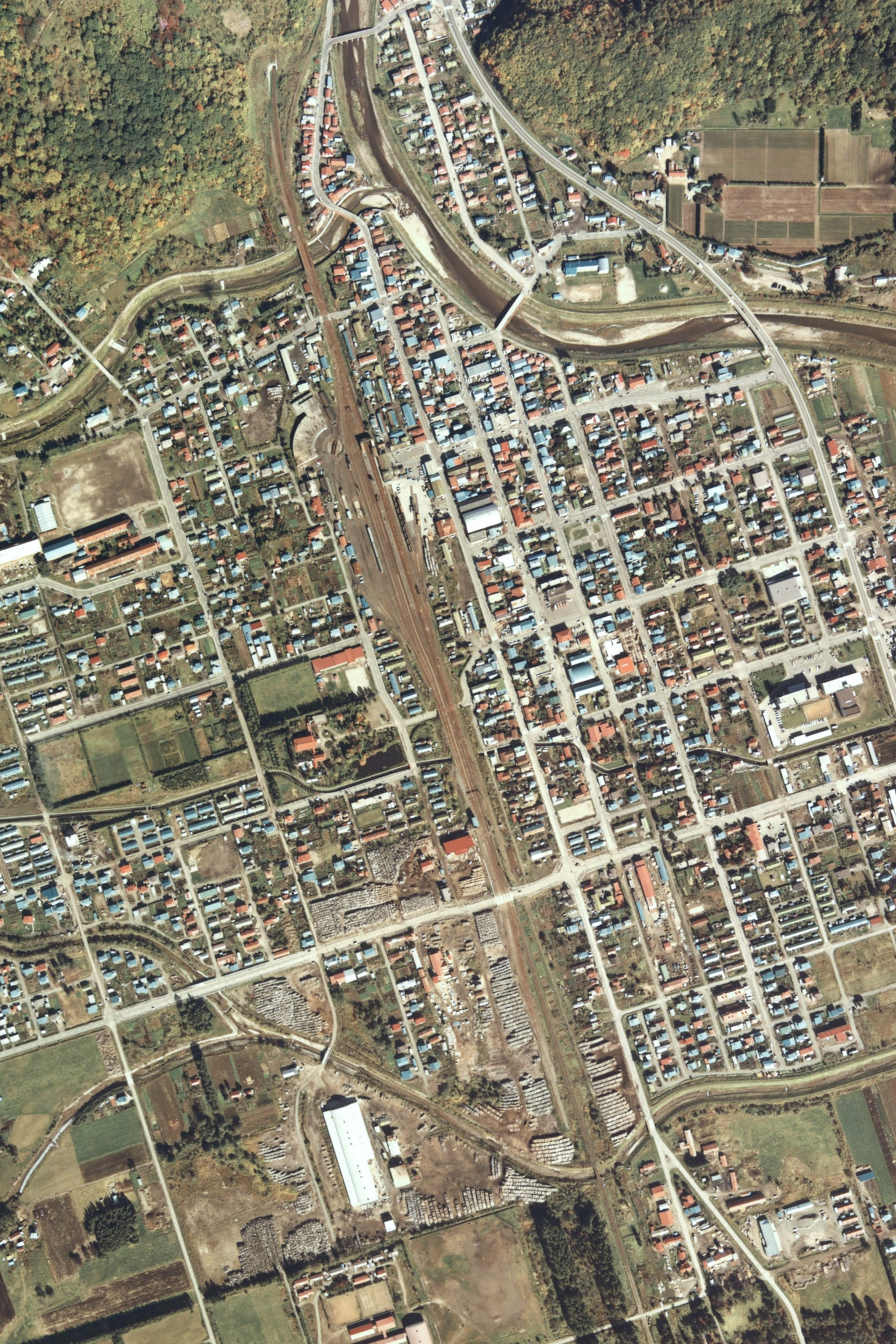
Luftansicht (1977)

Die staatliche Gesellschaft Hokkaidō Kansetsu Tetsudō hatte den Auftrag, die wirtschaftliche Entwicklung der Insel durch die Errichtung von Bahnstrecken zu fördern. Dazu gehörte auch eine Strecke durch das Hidaka-Gebirge in den Osten der Insel. Von Asahikawa und Kushiro ausgehend wurden in kurzer Folge mehrere Abschnitte nacheinander in Betrieb genommen. Nachdem 1905 die staatlichen Strecken an das neu geschaffene Eisenbahnamt (das spätere Eisenbahnministerium) übertragen worden waren, fehlte noch das Teilstück zwischen Ochiai und Obihiro mit einem Scheiteltunnel unter dem Karikachi-Pass. Die Eröffnung der noch ausstehenden Gebirgsstrecke mit dem Bahnhof Shintoku erfolgte am 8. September 1907.
1924 begann die private Bahngesellschaft Hokkaidō Takushoku Tetsudō mit dem Bau einer Nebenbahn von Shintoku nach Kami-Shihoro. Den ersten Abschnitt bis Shikaoi nahm sie am 15. Dezember 1928 in Betrieb, Ein Jahr später war die gesamte 54,3 km lange Strecke fertiggestellt. Die in Shintoku beginnende Gebirgsstrecke erwies sich wegen der starken Steigungen zunehmend als Flaschenhals. Aus diesem Grund begann in den 1960er Jahren der Bau einer neuen Streckenführung, die im Bahnhof von der alten Trasse abbog. Am 29. September 1966 nahm die Japanische Staatsbahn die neue Strecke mit dem Shinkarikachi-Tunnel in Betrieb; einen Tag später legte sie die Gebirgsstrecke still.
Die Hokkaidō Takushoku Tetsudō legte am 1. Oktober 1968 die Nebenbahn still und ersetzte sie durch eine Buslinie. Am 1. Oktober 1981 nahm die Staatsbahn die westlich von Shintoku abzweigende Sekishō-Linie in Betrieb, womit nun eine bedeutend kürzere Verbindung nach Sapporo zur Verfügung stand. Aus Kostengründen gab sie am 15. November 1982 den Güterumschlag auf, am 14. März 1985 stellte sie die Gepäckaufgabe und schloss den nicht mehr benötigten Rundlokschuppen. Im Rahmen der Staatsbahnprivatisierung ging der Bahnhof am 1. April 1987 in den Besitz der neuen Gesellschaft JR Hokkaido über. Diese legte am 31. März 2024 den schwach genutzten mittleren Abschnitt der Nemuro-Linie zwischen Shintoku und Furano still.